# Zentai Károly (pedagógus)
Zentai Károly (Salgótarján, 1909. június 5. – Szeged, 1997. november 3.) magyar pedagógus, pszichológus.
Várkonyi Hildebrand Dezső doktori iskolájában nevelkedett, disszertációját Várkonyinál védte a nemek együttes nevelése kérdéskörében az 1930-as évek közepén.

## Pályája
Tanulmányait a Ferenc József Tudományegyetemen végezte, több diplomát szerzett, hogy el tudjon helyezkedni, a két világháború közt magas volt a friss diplomások munkanélkülisége. Oklevelei: Tanítóképző Intézet, tanító (1930); Ferenc József Tudományegyetem, pszichológus (1936), történelem-földrajz szakos középiskolai tanár (1937); Apponyi Kollégium, pedagógia-filozófia szakos tanítóképző intézeti tanár (1938).
Tanítóképző intézeti tanár Szegeden, majd 1963-1974-ig docens a főiskola neveléstudományi tanszékén. Elsősorban a tanítóképző intézetben és a szegedi főiskolán tanított, de átoktatott az egyetem pszichológiai tanszékére is az 1960-as években, ahol általános lélektant, fejlődés- és neveléslélektant adott elő és iskolai lélektani gyakorlatokat vezetett. Pedagógiai, lélektani tárgyú tanulmányok szerzője.
A Módszertani Közlemények szerkesztője volt 1961 és 1973 között. Zentai Károlynak is több cikke jelent meg a Módszertani Közleményekben: Az oksági viszony felismertetése az általános iskola első osztályában; Az oktatási folyamat pszichológiai elemzése; A konkrét tényanyag biztosítása; Az elemzés, elvonás és általánosítás; Tanulóink megismerésének néhány módszertani kérdése; A tanulók jellemzésének szempontjai.
Zentai Károly logikus gondolkodásával, megbízható tárgyi tudásával megbecsülésnek örvendett a diákság körében.
65 éves korában, 1974-ben nyugdíjazták. 1991-ben rehabilitálták, megadták neki a címzetes főiskolai tanári címet.
1997-ben érte a halál, az Újszegedi temetőben nyugszik.

## Visszaemlékezése Várkonyira
Várkonyi Hildebrand Dezsőről adott visszaemlékezése is az ő megbízhatóságáról és őszinteségéről tanúskodik. Jelzi, hogy professzora, Várkonyi Hildebrand Dezső nem érzékeltette a diákokkal, hogy ő a "méltóságos Professzor", nyitott típusú egyéniség volt mind a diákok, mind a tanártársai felé. S ez a magatartási forma kivált nagy érték, amikor is közismert, hogy Magyarországon még mindig fent maradtak a két világháború közti időszakban is a rendi társadalomra jellemző megszólítási kényszerek, s főleg az ezzel kapcsolatos távolságtartási formák, mely anakronisztikus volt, mivel Nyugat-Európában már régen, s a környező országok (Románia, Csehszlovákia) demokratikusabb társadalmaiban is az uram, s az asszonyom megszólítások terjedtek el.
Várkonyi Hildebrand Dezső minden tekintélye kizárólag az ő tudásán alapult. Hallgatóinak kérdéseit, olvasmányélményeit, nézeteit, írásait komoly figyelemmel kísérte. Várkonyi diákjai előtt elfogulatlanul ismertette a 20. századi pszichológia új irányzatait, s mint diákjainak elmondta, magát egyik irányzat mellett sem kötelezte el, mert azt tartotta, hogy jó, ha valaki elmélyül egy meghatározott témakörben, de az később megbosszulhatja magát, egyoldalúsághoz vezethet.
Sík Sándor az irodalomtörténeti tanszéken Várkonyihoz hasonló tanáregyéniség volt, csatlakozik még hozzájuk a Francia Tanszék vezetőjének, Zolnai Bélának tanári egyénisége. Talán leginkább hármuk tanítási módszere alapozta meg, s tette híressé a szegedi iskolát. A szegedi iskola túlmutatott a Pedagógiai Pszichológiai Intézet keretein. Később ezeket a haladó hagyományokat igyekeztek elsöpörni, meg nem történtnek tekinteni a kommunista diktatúra idején. Természetesen, ha alaposabb vizsgálódást tartunk, akkor ezek a haladó hagyományok fellelhetők a szegedi egyetemen Szabó Dezső irodalomtörténeti stúdiumain az 1950-es évek első felében, Tettamanti Béla neveléstörténeti stúdiumain, a vallásossága miatt üldözött Bálint Sándor néprajzi tárgyú előadásaiban. Az 1960-as években például Horváth István Károly, Szauder József oktatói munkássága kiemelkedő, a teljes világ- és magyar irodalmat végig lehetett velük beszélni, mert ők csak "hivatalból" voltak egy-egy szűk terület tudósai, rálátásuk volt a filozófiára és idegen nyelvű kultúrákra. Ahogyan Sík Sándor "reverendája körül" számos szakmai kérdést meg lehetett beszélni, ugyanúgy a marxista tudósok is a szakmára neveltek, a jó szakemberek bőrükből nem tudtak kibújni. Sajnos képzetlen, magukat majd csak gyengén továbbképezni tudó komisszár oktatókat is küldtek az egyetemekre, de a hallgatókat becsapni nem lehetett, elnyomni, elhallgattatni igen.

## Tanulmányai (válogatás)
- A nemek együttes nevelésének kérdése. Szeged : Juhász Ny., 1936. 95, [1] o. (Közl. a szegedi Ferencz József Tudományegyetem Pedagógiai-lélektani Int.-ből ; 8) (Doktori disszertáció.)[2]
- Fizika : 2-3. oszt. : óravázlatok a gimnáziumi levelező oktatás konzultációs óráihoz. Társszerzőkkel: Bartók Erzsébet, Tamás Gyula. Budapest : Tankönyvkiadó, 1956. 72 o.
- Útmutató az általános gimnáziumi levelező oktatás 2. oszt. Fizika tankönyvéhez. Tamás Gyulával. Budapest : Tankönyvkiadó, 1956. 64 o.
- Az oktatási folyamat sajátosságai és az ebből folyó feladatok a pedagógusképzésben. Szeged : Szegedi Ny., 1965. 49-89. o. (Hozzászólások: Stefan Knotek [et al.] Klny.: Tanárképzés pedagógiája).
- A szegedi főiskolai és egyetemi hallgatók albérleti körülményeinek szociálpszichológiai és pedagógiai vizsgálata. Szeged : Tanárképző Főiskola, 1972. 253-272. o. (Szociálpszichológiai vizsgálat, Szeged)
- A szegedi tanulóifjúság szabadidő-programjának néhány jellemző adata. Farkas Katalinnal. Szeged : [JGYTF], 1976. 173-187. Német és orosz nyelvű összefoglalóval Különlenyomat a Juhász Gyula Tanárképző Főiskola Tudományos közleményeiből.
- Emlékezés Várkonyi professzorra. In Várkonyi (Hildebrand) Dezső emlékkötet, szerk. Zakar András. Szeged, 1988. Szerk. biz.: Ágoston György, Duró Lajos, Nagy József.(Acta Universitatis Szegediensis de Attila József Nominatae Sectio paedagogica et psychologica.)

## Társasági tagság
- Magyar Pedagógiai Társaság
- Magyar Pszichológiai Társaság

## Díjak, kitüntetések
- Erdélyi Emlékérem (1940)
- Kisezüst Vitézi Érem (1943)
- Tűzkereszt (1943)
- Munka Érdemrend Bronz Fokozata (1973?)